# غزو جزيرة فرنسا
كان غزو جزيرة فرنسا (إيل دو فرانس) عملية برمائية معقدة ولكنها ناجحة في المحيط الهندي، انطلقت في نوفمبر عام 1810 أثناء الحروب النابليونية. خلال العملية، هبطت قوة عسكرية بريطانية كبيرة من البحرية الملكية في غراند باي في جزيرة فرنسا (موريشيوس الآن). في زحفها إلى الداخل لمواجهة المعارضة الفرنسية الضعيفة، تمكنت القوات البريطانية من التغلب على المدافعين في سلسلة من الاشتباكات الصغيرة، وبلغت ذروتها في الاستيلاء على عاصمة الجزيرة بورت نابليون واستسلام تشارلز ديكاين، الحاكم الفرنسي. قضى الاستسلام على آخر الأراضي الفرنسية في المحيط الهندي ومن بين المعدات العسكرية التي استولت عليها القوات البريطانية خمس فرقاطات (نوع من السفن الحربية السريعة التي تكون أصغر حجمًا من المدمرات وأكبر من الفرقيطة) تابعة للبحرية الفرنسية و 209 مدافع ثقيلة. احتفظت بريطانيا بجزيرة فرنسا في نهاية الحرب تحت اسم موريشيوس وبقيت جزءًا من الإمبراطورية البريطانية حتى عام 1968.

## الخلفية
كانت العملية نتيجة عامين من الصراع على جزيرة فرنسا وإيل بوربون المجاورة بين أسطول من الفرقاطات بقيادة جوزياس رولي وجاك هاملين. هاجم هاملين مرارًا وتكرارًا القوافل التجارية البريطانية ورد رولي بهجمات برمائية على الموانئ الفرنسية، لكن لم يهيمن أي منهما بحلول الوقت الذي أرسل فيه رولي معظم قوته لمهاجمة ميناء غراند بورت في جزيرة فرنسا في أغسطس عام 1810. في المعركة التي تلت ذلك في غراند بورت دُمر الأسطول البريطاني وبدأ هاملين بفرض حصاره على رولي في إيل بوربون. عندما أُرسلت التعزيزات البريطانية على وجه السرعة، جرت عمليات بين السفن البريطانية التي وصلت مؤخرًا والقوات الفرنسية الأكثر عددًا. في 18 سبتمبر 1810، هُزم هاملين وأسره رولي. سمح هذا لرولي ببناء قواته خلال الشهرين التاليين حتى أصبحت كافية لغزو ناجح، وقاد القوات الأدميرال ألبيمارلي بيرتي الذي وصل مؤخرًا.
كان المحيط الهندي منطقة إستراتيجية مهمة للتجارة البريطانية منذ أن طُورت المراكز التجارية البريطانية الأولى في الهند. بحلول الحروب النابليونية، عبرت بضائع بقيمة ملايين الجنيهات الطرق التجارية للمحيط كل عام، معظمها في قوافل شديدة الحراسة لسفن إيست إنديامان. أدرك الفرنسيون الأهمية الاقتصادية لهذه القوافل ولكن حتى عام 1808 فشلوا في توفير القوات الكافية لإيقاف التجارة الهندية. في أواخر عام 1808، أُرسل أسطول فرقاطة قوي إلى المحيط تحت قيادة جاك هاملين لتعزيز القوات المتاحة في قواعد جزيرة إيل بونابرتو وجزيرة فرنسا وشن غارة على سفن الشحن البريطانية في المنطقة. كان هاملين قائدًا قويًا، وفي الفترة ما بين مايو 1809 ويوليو 1810 استولت سفنه على سبعة من سفن إيست إنديامان وعدد كبير من السفن التجارية والسفن الحربية الصغيرة.
تولى الأدميرال ألبيمارل بيرتي أمر الرد البريطاني على نشر هاملين لقواته، الذي جمع أسطولًا من السفن من تلك المتوفرة في رأس الرجاء الصالح ووضعها تحت قيادة العميد جوزياس رولي. أعطى بيرتي تعليمات لرولي بفرض حصار على الجزر والاستعداد لمحاولات الغزو بمجرد إنقاذ القوات المطلوبة. خلال عام 1809 وربيع عام 1810، حافظ رولي على الحصار وشن سلسلة من الغارات الصغيرة، كان أكبرها في سانت بول في إيل بونابرت في سبتمبر 1809. بحلول يوليو 1810، طور رولي قوات كافية في قاعدته على جزيرة رودريغيز لغزو والسيطرة على إيل بونابرت، التي أعادها إلى اسمها السابق إيل بوربون. في أغسطس، حاول رولي مد حصاره إلى جزيرة فرنسا من خلال الاستيلاء على جزر صغيرة قبالة الموانئ الرئيسية التي يمكن أن تتحكم في مرور الشحن عبر الشعاب المرجانية التي تحيط بالجزيرة. كانت العملية الأولى هي الاستيلاء على إيل دو لا باس قبالة غرانت بورت، والتي تمت بنجاح في 13 أغسطس. بعد ذلك بوقت قصير، أُجبر أسطول فرنسي على المرور إلى الميناء وأمر الكابتن صموئيل بيم الفرقاطات الأربع من أسطول الحصار بمهاجمة السفن الراسية في الخليج. كانت معركة غراند بورت التي تلت ذلك كارثة بالنسبة للبريطانيين، حيث تحطمت فرقاطتان على الشعاب المرجانية وأُسرت فرقاطتين مع الطاقم الكامل: أُعيد المصابين بجروح خطيرة فقط، بما في ذلك الكابتن نسبيت ويلوبي، إلى إيل بوربون.
مع تقليص أسطوله إلى فرقاطة واحدة، أرسل رولي رسائل عاجلة إلى القواعد البريطانية في مادراس وكيب تاون يطلب فيها تعزيزات. ردت السلطات البحرية بإرسال القوات التي كانت متاحة لها للانضمام إلى رولي في رودريغيز. تعرضت أول فرقاطتين وصلتا، للهجوم وهما إتش إم إس أفريكان وإتش إم إس سيلون أثناء الإبحار بمفردهما واستولى عليهما أسطول هاملين، الذي كان الآن يحاصر إيل بوربون. تمكن رولي من استعادة السفينتين في غضون ساعات من خسارتهما، وتمكن أيضا من الاستيلاء على هاملين وسفينته الرئيسية فينوس في 18 سبتمبر 1810. كانت خسارة قائد البحرية الفرنسية بمثابة ضربة خطيرة للأسطول في جزيرة فرنسا، والتي عانت أيضًا من مشاكل الإمداد الناتجة عن نقص المخازن البحرية والإمدادات الغذائية. بسبب عدم تمكنهم من القيام بالرحلات البحرية الطويلة اللازمة لتعطيل طرق التجارة في المحيط الهندي، أُجبروا على البقاء في الميناء حيث حصل رولي على تعزيز بشكل كبير خلال شهري سبتمبر وأكتوبر 1810، وفي النهاية كان الضابط البحري الكبير، القائد جان دورنال دي جاي، قد حصل على الفرقاطات الأربعة، مانش، وأستري، وبيلون، ومينيرف، راسية في بورت لويس ونزل طاقمها لتعزيز الموقع العسكري في المدينة.

## التخطيط
كان غزو جزيرة فرنسا، رُغم أنه مدفوع بالهزيمة في غراند بورت، الهدف الأساسي لسرب طيران رولي منذ إنشائه في عام 1809 وخُطط له بعناية سواء على المستوى الاستراتيجي من قِبل بيرتي في كيب تاون واللورد مينتو في مدراس أو على المستوى التكتيكي من قِبل رولي ونظيره في الجيش البريطاني المقدم هنري كيتنغ في رودريغيز. كان من المقرر أن تأتي سفن النقل والجنود من الحاميات الهندية في مدراس وبومباي وكلكتا، على أن يقودها الجنرال جون أبيركرومبي (وإن كانوا بصحبة اللواء البحري ويليام أوبراين دروري، الذي أمره بيرتي بالعودة إلى مدراس قبل الغزو) في حين سيؤمن بيرتي القوات البحرية من رأس الرجاء الصالح لحماية ودعم قوة الغزو. كان من المقرر حشد هذه القوات في رودريغيز استعدادًا للغزو. خُطط لعمليات الإنزال من قِبل رولي وكيتنغ، اللذين اعتمدا على معرفة ويلوبي الوثيقة بساحل جزيرة فرنسا وسلسلة من عمليات المسح الدقيقة للشعاب المرجانية التي تحيط بالجزيرة لتحديد موقع الرسوّ.
اختيرت الوجهة في غراند باي، على الساحل الشمالي الغربي نحو 12 ميل (19 كم) شمال بورت نابليون، عاصمة الجزيرة. كان الهدف تهيئة قوة خاصة قوامها 1,555 رجل من رماة القنابل وسريات المشاة الخفيفة من الأفواج المتولية للغزو. ستقتحم هذه الطليعة الشاطئ وتتقدم بسرعة نحو العاصمة على أن تُدعم عن كثب بلواء بحري ووحدات مشاة البحرية الملكية المتبوعين بالجزء الرئيسي للجيش المكون من 5,293 جندي. ستحصل القوة بأكملها على مساعدة لوجستية ودعم مدفعي من سفن البحرية الملكية التي ستتعقب التقدم على طول الساحل. كانت أوامر الجيش بالاستيلاء على بورت نابليون والقبض على الحاكم تشارلز ديكان، وهو إجراء كان من المأمول كفايته لإرغام الجزيرة بأكملها على الاستسلام. ستُجرى عمليات إنزال لاحقة في غرب العاصمة إذا كانت المقاومة الفرنسية أقوى مما كان متوقعًا.
في 15 أكتوبر، وصل بيرتي مع سربه إلى رودريغيز من كيب تاون. في 3 نوفمبر وصلت قوات من حامية بومباي، تبعها في 6 نوفمبر وحدة عسكرية من مدراس. استُكملت خطط الغزو في رودريغيز، وأُرسلت سفينة من نوع إتش إم إس ستونش لاستكشاف الساحل الشمالي من جزيرة فرنسا للبحث عن شاطئ مناسب. أُعطيت قيادة الإنزال ودور الدعم البحري إلى العقيد البحري فيليب بيفر، الذي اشتهر بخبرته في العمليات البرمائية. وُضع كيتنغ في قيادة طليعة القوة البرية، مع تكليف النقيب ويليام أوغسطس مونتاغو بقيادة اللواء البحري، وأبيركرومبي في القيادة العامة. سيبقى رولي في عرض البحر على متن إتش إم إس بواديكا، وكذلك بيرتي الذي أخذ  أفريكان سفينةَ قيادة له.
كان الرد الفرنسي على الغزو البريطاني الوشيك، بحشد الميليشيا القوية في الجزيرة البالغ عددها 10 آلاف عنصر. على الرغم من عددها الكبير، كانت هذه القوة غير مدربة وضعيفة التسليح وتفتقر إلى الحافز. أدرك ديكان بنفسه أنه لا يمكن الاعتماد عليها في مواجهة هجوم الجنود النظاميين البريطانيين. عزز قواته من خلال محاولة تجنيد متطوعين من بين مئات أسرى الحرب المحتجزين في سجون الجزيرة (سبب رئيسي لنقص الغذاء في جزيرة فرنسا). وافق أكثر من 500 متطوع على الانضمام إلى جيشه، ومعظمهم من الأيرلنديين الموعودين بمساعدة فرنسية في الحصول على الاستقلال الأيرلندي عن بريطانيا. إجمالًا، تمكن ديكان من جمع 1,300 جندي نظامي للدفاع عن العاصمة، وضعهم تحت قيادة الجنرال إدمي مارتن فاندرمايسن.

## الغزو

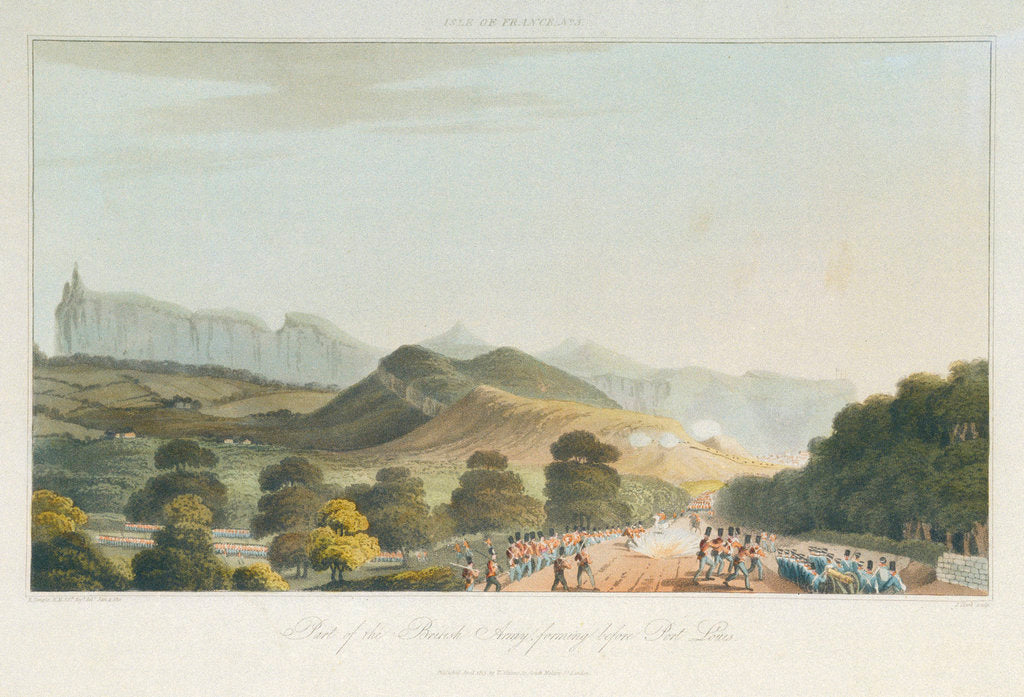
جزيرة فرنسا رقم 3. جزء من الجيش البريطاني، يتشكل قبل بورت لويس

في 22 نوفمبر 1810، حُشدت جميع القوات والسفن البريطانية وأمر بيرتي سرب الطيران بالتجمع قبالة غراند باي، التي وصلوا إليها في وقت مبكر من يوم 29 نوفمبر على الرغم من الرياح المعاكسة. نزلت طليعة القوات دون مقاومة، وكانت مراكب إنزالهم مدعومة بقوارب تحمل مدافعًا، ومرفدة بالقوى النارية لسفنٍ أكبر في البحر. على الرغم من حدوث بعض الاضطرابات في المراحل الأولى من الهجوم بسبب الظروف الجوية السيئة، فإنه بحلول الساعة 21:00، كانت قوات الطليعة والألوية البحرية بأكملها على الشاطئ. نُفذ الإنزال بسقوط ضحيتين فقط، توفي كلاهما لأسباب طبيعية. تولى كيتنغ قيادة الطليعة وتقدم إلى حصن مالارتيك، وتراجعت الحامية أمام قواته ونسفت الحصن عند مغادرتها.
في صباح يوم 30 نوفمبر، اندفع كيتنغ جنوبًا إلى نهر تومبو الذي يشرف على بورت نابليون، وكانت وحداته المتقدمة تتنازع مع المدافعين الفرنسيين عبر النهر، أُصيب ديكان خلال ذلك برصاصة بندقية سببت له جروحًا طفيفة. كانت قوة الميليشيا مسيطرة على الجسر فوق النهر، لكنها تراجعت أمام التقدم البريطاني وفشلت في هدم الجسر كما يجب، مما سمح لكيتنغ بالعبور بسرعة وتهديد بورت نابليون. في غراند باي، وصل ما تبقى من قوات الغزو إلى الشاطئ، حتى أن الجيش بأكمله نزل بحلول الظهيرة، لكن أبيركرومبي اختار البقاء مع بيفر على متن فرقاطة إتش إم إس نيزوس وتتبع التقدم في عرض البحر.
في 1 ديسمبر، وقف فاندرمايسن أمام بورت نابليون، مدافعًا عن مدخل المدينة بقواته النظامية المتاحة وبعض المدافع الصغيرة. هاجمه كيتنغ، واشتبك مع الجبهة الفرنسية في حين طوق هجوم ثان من قِبل جنود مدراس الهنود الرتل الفرنسي وعرقله، مما سمح بهجوم أمامي ناجح. باختراق دفاعاتهم، تراجع الفرنسيون، وفي 2 ديسمبر، اقترح ديكان وقفًا لإطلاق النار، وجرى قبوله. في اليوم التالي استسلم ديكان، وقُدمت له ضمانات بإعادته مع الحامية إلى وطنهم والسماح لهم بالاحتفاظ بأسلحتهم واعتباراتهم الشخصية. على الرغم من أن البعض في الجيش البريطاني لم يكن راضيًا عن شروط الاستسلام، إلا أن القادة البريطانيين شعروا بالارتياح لإتمام الغزو قبل بدء موسم الأعاصير في وقت لاحق من الشهر. كان الخطر على السفن السبعين في الأسطول البريطاني من هكذا عواصف جديًا وكان وجودهم في ميناء آمن عند بدء موسم الأعاصير أمرًا ذا أهمية بالغة.